# Conseil des ministres de Serbie-et-Monténégro

Blason de la Serbie-et-Monténégro

Le Conseil des ministres de Serbie-et-Monténégro (en serbe : Савет министара Србије и Црне Горе et Savet Ministara Drzavne Zajednice Srbija i Crna Gora) était le gouvernement de Serbie-et-Monténégro. La totalité du Conseil, y compris le Président de Serbie-et-Monténégro, était élue par le Parlement.

## Organisation
Le premier et dernier président du Conseil des ministres fut Svetozar Marović.
Il comprenait cinq ministères :
- Ministère des Affaires étrangères - Vuk Drašković (précédé par : Goran Svilanović)
  - Adjoint - Predrag Bošković
- Ministre de la défense - Zoran Stanković (précédé par : Prvoslav Davinić (11 juillet 2004 - 2005), Boris Tadić (17 mars 2003 – 11 juillet 2004)
  - Adjoint - Vukašin Maraš
- Ministre des relations économiques internationales - Predrag Ivanović
- Ministre des relations économiques intérieures - Amir Nurković
- Ministre des Droits de l'Homme et des minorités - Rasim Ljajić

Le seul secrétaire général du Conseil fut Igor Jovičić.
Le Président présidait le Conseil.

## Responsabilités
Le Conseil des ministres avait comme mission de :
- définir et d'appliquer la politique de la Serbie-et-Monténégro, en accord avec la politique décidée conjointement et en fonction des intérêts des États membres ;
- coordonner le travail des ministères, de proposer au Parlement de Serbie-et-Monténégro les lois ainsi que d'autres décisions légales relevant de la compétence des ministères ;
- désigner et relever de leur fonction les chefs des missions diplomatiques et consulaires de la Serbie-et-Monténégro, ainsi que d'autres officiels, dans le cadre de la loi ;
- promulguer et faire appliquer les décrets et autres décisions légales de la Serbie-et-Monténégro, en accord avec la charte constitutionnelle.

## Mandats
Au bout de deux ans, le Ministre des Affaires étrangères et celui de la défense étaient censés échanger leurs fonctions avec celles de leurs adjoints.
Le Ministre des relations économiques internationales, celui des relations économiques intérieures et celui des Droits de l'Homme et des minorités étaient désignés pour quatre ans.